# Карлайл, Роберт
Ро́берт Карла́йл OBE (англ. Robert Carlyle; род. 14 апреля 1961, Глазго) — шотландский актёр, получивший известность после ролей в фильмах «На игле», «Мужской стриптиз» и «И целого мира мало», а также в сериале ABC «Однажды в сказке». Лауреат премии BAFTA.

## Биография
Роберт Карлайл родился в Мэрихилле, в одном из старинных районов Глазго, в семье шотландцев — Элизабет и Джозефа Карлайла. Мать оставила сына на воспитание отцу, художнику-декоратору, когда Роберту исполнилось три года. Джозеф зарабатывал от случая к случаю, и они с сыном жили на грани нищеты. Когда Роберту было около семи лет, отец вместе с ним присоединились к коммуне хиппи, которая не имела постоянного места проживания, предпочитая сквоттинг. Так, несколько лет они занимали заброшенный дом в Челси, а затем прожили 18 месяцев под пирсом на пляже Брайтона.
В 16 лет он бросил школу, чтобы помогать отцу оформлять витрины, работал чернорабочим и превратился в «трудного подростка». Но вовремя осознав, что скатывается в никуда, молодой человек начал посещать вечерние классы в Cardonald College.
До начала своей актёрской карьеры, по собственному признанию в Twitter, хотел стать футболистом.

### Карьера
Благодаря пьесам Артура Миллера Карлайл увлёкся театром, что привело его в 21 год в актёрскую студию при Центре искусств Глазго. Впоследствии, в 1983 году он поступил в Королевскую шотландскую академию музыки и драматического искусства (англ. Royal Scottish Academy of Music and Drama), откуда ушёл в 1986-м, разочаровавшись в учёбе.
До начала 1990-х годов он преимущественно участвовал в различных театральных постановках. Вместе с четырьмя актёрами-друзьями основал театральную группу Raindog Theatre Company, которая выпустила в 1991 году свой первый спектакль — сценическую версию романа «Пролетая над гнездом кукушки». Первой заметной ролью в кино стал фильм «Рифф Рафф» британского режиссёра Кена Лоуча. Мировую известность ему принесли фильмы «На игле» (1996) и «Мужской стриптиз» (1997), за который Роберт получил премию BAFTA. Он также принял участие в «бондиане», снявшись в девятнадцатой картине цикла — «И целого мира мало» (1999).
Критики неоднократно отмечали универсальность актёрского мастерства Карлайла и разнообразие его ролей (от священника до каннибала). Он скрупулёзно изучает характер своих персонажей, добиваясь наибольшей реалистичности и образности: так, однажды он спал пять ночей на лондонских улицах вблизи вокзала «Ватерлоо», работая над ролью бездомного в телефильме Safe (BBC, 1993).
В перечне его значительных телевизионных работ — полицейский сериал «Хэмиш Макбет» (1995—1997, BBC), канадский мини-сериал «Гитлер: Восхождение дьявола» (2003, CBC Television), «Живой товар» (2005, Lifetime), фантастические сериалы «Звёздные врата: Вселенная» (2009—2011, Syfy) и «Однажды в сказке» (2011—2018, ABC).
В начале июня 2014 года Роберт Карлайл в качестве режиссёра приступил к съёмкам своего первого полнометражного фильма «Легенда о Барни Томсоне»IMDb в жанре чёрной комедии по роману Дугласа Линдси «Долгая полночь Барни Томсона». Он же играет главную роль — парикмахера Барни, волей нелепых случайностей сделавшегося серийным убийцей. В актёрском ведущем составе — Эмма Томпсон, Рэй Уинстон и Том Кортни. Премьера фильма состоялась в июне 2015 года на Эдинбургском кинофестивале. В мае 2016 года в Шотландии начались съёмки продолжения фильма «На игле», где Роберт вернулся к образу Бегби через 20 лет после тех событий, что имели место в первой картине.

### Личная жизнь
С декабря 1997 года Роберт Карлайл женат на гримёре-художнице Анастасии Ширли; у них трое детей: дочь — Ава (род. 2002), сыновья — Харви (род. 2004) и Перси Джозеф (род. 2006). С Анастасией познакомился на съёмках сериала «Метод Крекера». Семья живёт в Глазго. Любимая футбольная команда — «Рейнджерс».
В начале января 2006 года скончался отец Роберта, с которым он был очень близок; актёр на время прекратил какую-либо публичную деятельность и ушёл из фильма «Настоящий север», в котором начал сниматься в главной роли (его заменил Питер Маллан).

## Фильмография
| Год       |     | Русское название                           | Оригинальное название                                | Роль                                                     |
| --------- | --- | ------------------------------------------ | ---------------------------------------------------- | -------------------------------------------------------- |
| 1990      | ф   | Немой крик                                 | Silent Scream                                        | Большой Вудси                                            |
| 1990      | с   | Таггерт                                    | Taggart (6#14, Hostile Witness)                      | Гордон Инглис                                            |
| 1991      | с   | Чисто английское убийство                  | The Bill (7#24, The Better Part Of Valour)           | Том Уорд                                                 |
| 1991      | ф   | Рифф-Рафф                                  | Riff-Raff                                            | Стив                                                     |
| 1993      | с   | Сценарий: Сейф                             | Screenplay (8#4, Safe)                               | Ности                                                    |
| 1993      | ф   | Быть человеком                             | Being Human                                          | доисторический шаман                                     |
| 1994      | ф   | Священник                                  | Priest                                               | Грэм                                                     |
| 1994      | ф   | Потерянные                                 | Marooned                                             | Питер                                                    |
| 1994      | с   | Метод Крекера                              | Cracker (2#1-3, To Be a Somebody)                    | Альби Кинселла                                           |
| 1994      | с   | 99-1                                       | 99-1 (1#1, Doing the Business)                       | Тревор Престон                                           |
| 1995      | ф   | Вперёд                                     | Go Now                                               | Ник Кэмерон                                              |
| 1995—1997 | с   | Хэмиш Макбет                               | Hamish Macbeth                                       | констебль Хэмиш Макбет                                   |
| 1996      | ф   | На игле                                    | Trainspotting                                        | Фрэнсис "Франко" Бегби                                   |
| 1996      | ф   | Песня Карлы                                | Carla's Song                                         | Джордж Леннокс                                           |
| 1997      | ф   | Мужской стриптиз                           | The Full Monty                                       | Гэри "Гэз" Шофилд                                        |
| 1997      | ф   | Авторитет                                  | Face                                                 | Рэй                                                      |
| 1998      | с   | Заботиться о Джо Джо                       | Looking After Jo Jo                                  | Джон "Джо Джо" Маккэн                                    |
| 1999      | ф   | Планкетт и Маклейн                         | Plunkett & Macleane                                  | Уилл Планкетт                                            |
| 1999      | ф   | Людоед                                     | Ravenous                                             | полковник Айвз / Калхун                                  |
| 1999      | ф   | И целого мира мало                         | The World Is Not Enough                              | Ренард                                                   |
| 1999      | ф   | Прах Анджелы                               | Angela's Ashes                                       | Малахи МакКорт                                           |
| 2000      | ф   | Пляж                                       | The Beach                                            | Даффи                                                    |
| 2000      | ф   | Есть только один Джимми Гримбл             | There's Only One Jimmy Grimble                       | Эрик Уиррал                                              |
| 2001      | ф   | Последняя война                            | To End All Wars                                      | майор Иэн Кэмпбелл                                       |
| 2001      | ф   | Формула 51                                 | The 51st State                                       | Феликс ДеСуза                                            |
| 2002      | ф   | Чёрное и белое                             | Black and White                                      | Дэвид О'Салливан                                         |
| 2002      | ф   | Однажды в Средней Англии                   | Once Upon a Time in the Midlands                     | Джимми                                                   |
| 2003      | с   | Гитлер: восхождение дьявола                | Hitler: The Rise of Evil                             | Адольф Гитлер                                            |
| 2004      | с   | Заговор против короны                      | Gunpowder, Treason & Plot                            | Яков I                                                   |
| 2005      | ф   | Мёртвая рыба                               | Dead Fish                                            | Дэнни Девайн                                             |
| 2005      | тф  | Класс 76                                   | Class of '76                                         | Том Монро                                                |
| 2005      | ф   | Могучий кельт                              | The Mighty Celt                                      | О                                                        |
| 2005      | ф   | Школа танцев и обольщения Мэрилин Хотчкисс | Marilyn Hotchkiss' Ballroom Dancing and Charm School | Фрэнк Кин                                                |
| 2005      | с   | Живой товар                                | Human Trafficking                                    | Сергей Карпович                                          |
| 2006      | ф   | Эрагон                                     | Eragon                                               | Дурза                                                    |
| 2006      | ф   | Рожденные равными                          | Born Equal                                           | Роберт                                                   |
| 2007      | ф   | 28 недель спустя                           | 28 Weeks Later                                       | Дон Харрис                                               |
| 2007      | ф   | Наводнение                                 | Flood                                                | Роберт Моррисон                                          |
| 2008      | тф  | 24 часа: Искупление                        | 24: Redemption                                       | Карл Бентон                                              |
| 2008      | ф   | Камень судьбы                              | Stone of Destiny                                     | Джон МакКормик                                           |
| 2008      | ф   | Лето                                       | Summer                                               | Шон                                                      |
| 2008      | мс  | Последний враг                             | The Last Enemy                                       | Дэвид Рассел                                             |
| 2008      | ф   | Я знаю, что ты знаешь                      | I Know You Know                                      | Чарли                                                    |
| 2009      | тф  | Нелюбимая                                  | The Unloved                                          | отец Люси                                                |
| 2009      | ф   | Турнир на выживание                        | The Tournament                                       | Джозеф Макэвой                                           |
| 2009—2011 | с   | Звёздные врата: Вселенная                  | Stargate Universe                                    | Николас Раш                                              |
| 2011—2018 | с   | Однажды в сказке                           | Once Upon a Time                                     | Румпельштильцхен / Тёмный / Мистер Голд / детектив Уивер |
| 2012      | ф   | Калифорнийское соло                        | California Solo                                      | Лаклан Макалдонич                                        |
| 2015      | ф   | Легенда о Барни Томсоне                    | The Legend of Barney Thomson                         | Барни Томсон                                             |
| 2017      | ф   | T2: Трейнспоттинг                          | Trainspotting 2                                      | Фрэнсис "Франко" Бегби                                   |
| 2018      | мтф | Война миров                                | The War of the Worlds                                | Огилви                                                   |
| 2019      | ф   | Yesterday                                  | Yesterday                                            | Джон Леннон (камео, в титрах не указан)                  |
| 2020—...  | с   | Кобра                                      | COBRA                                                | Роберт Сазерленд                                         |
| 2023—...  | с   |                                            | The Full Monty                                       | Гэри «Гэза» Шофилд                                       |
| 2025      | с   | Токсичный город                            | Toxic Town                                           | Сэм Хейген                                               |

## Награды

### Премии кино и ТВ
BAFTA
- 1997 — в номинации «Лучшая мужская роль» («Мужской стриптиз»)

BAFTA Scotland Award
- 2009 — в номинации «Лучший актёр телевидения» («Нелюбимая»)
- 1995 — в номинации «Лучший актёр телевидения» («Хэмиш Макбет»)

Gemini Awards
- 2010 — в номинации «Лучшее выступлении актёра в продолжительной ведущей драматической роли» («Звёздные врата: Вселенная»)[26]

London Critics Circle Film Awards
- 1997 — в номинации «Британский актёр года»[27]

Royal Television Society Television Award
- 1996 — в номинации «Лучший телевизионный актёр» («Хэмиш Макбет»)[14]

Sant Jordi Awards
- 1998 — в номинации «Лучший иностранный актёр»

Премия Гильдии киноактёров США
- 1997 — в номинации «Лучший актёрский состав в игровом кино» («Мужской стриптиз»)

### Государственные
Орден Британской империи
- 1999 — Офицер (OBE)[28]